# Ernest Malherbe
Ernest Ertjies Malherbe (ur. 28 stycznia 1975) – południowoafrykański zapaśnik walczący przeważnie w stylu klasycznym. Zajął szesnaste miejsce na mistrzostwach świata w 1997. Srebrny medalista igrzysk afrykańskich w 1995 i brązowy w 1999. Drugi na mistrzostwach Afryki w 1994 i trzeci w 1997 roku.